# Гибкая печатная плата
Гибкая печатная плата (англ. flexible printed board) —  печатная плата, основа которой (диэлектрик) сделана из гибкого материала и может свободно изгибаться, что позволяет осуществлять монтаж в труднодоступных местах, а также использовать их в качестве гибких соединителей. Гибкие печатные платы позволяют увеличить плотность монтажа в электронных устройствах.

## Классификация
Гибкие печатные платы классифицируются:
- по типу структуры платы:

1. односторонняя
2. двухсторонняя
3. многослойная

- по типу частей платы:

1. гибкая
2. гибко-жесткая

- по типу конструкции, в соответствии со стандартами IPC и IEC:

1. односторонняя с проводящим слоем.
2. двухсторонняя со сквозными металлизированными отверстиями и двумя проводящими слоями.
3. многослойная со сквозными металлизированными отверстиями, содержащая более 3 проводящих слоев.
4. гибко-жесткая печатная плата со сквозными металлизированными отверстиями, содержащая более 3 проводящих слоев.
5. гибкая или гибко-жесткая печатная плата без сквозных металлизированных отверстий, содержащая более двух проводящих слоев.

## Материалы
Материалы обладают повышенной стабильностью размеров, термостойкостью, сопротивлению разрыву, гибкостью, низким влагопоглощением и стойкостью к обработке.
Основанием гибких печатных плат является полиимид толщиной 12,5—200 мкм.

## Финишные покрытия
Гибкие платы покрывают иммерсионным оловом или (напыленным?) золотом (Flash Gold), иммерсионным серебром, OSP.

## Преимущества и недостатки
Преимущества:
- Возможность уменьшения габаритов за счет малой толщины платы и гибкости с малым радиусом изгиба.
- Уменьшение массы, за счет малой толщины платы.
- Высокая технологичность за счет применения групповых методов сборки и монтажа без участия человека.
- Высокая надежность за счет уменьшения межсоединений в электронном блоке.

Недостатки:
- Сложность производства из-за необходимости иметь специальное оборудование в технологическом процессе.
- Высокая стоимость из-за необходимости специального оборудования в производстве и материалов высокого качества[8].
- Наличие ограничений пропускной способности по току и ЭМС из-за малой толщины плат и наличия механических напряжений медного слоя.
- Ограниченная теплостойкость из-за свойств применимых материалов.
- Ограниченная механическая прочность при наличии механической нагрузки.

## Области применения
Гибкие печатные платы применяются в следующих областях техники:
- автомобильная электроника (приборные панели, средства управления)
- медицинская аппаратура (слуховые аппараты; дефибрилляторы; средства диагностики с помощью ультразвука; рентген)
- телекоммуникация (сотовые телефоны[9], базовые станции)
- вооружение (спутники; средства управления; торпеды; радары; лазерные гироскопы; системы ночного видения, наблюдения, электронной защиты и связи)
- компьютерная и оргтехника (принтеры, дисководы, копировальные аппараты, ноутбуки, цифровой фотоаппарат, видеокамера, факсы и тп.)Гибкие схемы часто используются в качестве соединителей в приложениях, где механическое кручение, экономия пространства или производственные ограничения ограничивают использование жёстких схем или ручной разводки. Матрицы переключателей компьютерной клавиатуры являются хорошим примером применения гибких схем в больших объёмах .

Благодаря, в частности, отличной устойчивости к высоким температурам и вибрациям, гибкие печатные платы также представляют собой проверенное техническое решение в контексте тяжелых условий эксплуатации.
При производстве жидкокристаллических дисплеев в качестве подложки используется стекло. При использовании пластика или металлического листа вся система может стать гибкой благодаря малой толщине плёнки, нанесённой на подложку (несколько мкм): в этом и заключается принцип работы электронной бумаги .
OLED-диоды можно использовать для замены подсветки гибких ЖК-дисплеев.
Гибкие солнечные элементы были разработаны для питания спутников. Эти панели лёгкие, их можно сворачивать перед запуском и легко разворачивать. Это весьма востребованные качества для такого применения.
Некоторые производители гибких печатных плат, например французская компания Flex Connect, специализируются на изготовлении крупногабаритных гибких печатных плат: благодаря освоению рулонного производственного процесса стало возможным изготавливать печатные платы длиной в десятки метров.

## Стандарты
| Организация | Шифр стандарта | Наименование |
| ----------- | -------------- | --- |
| MIL         | MIL-STD-2118   | Гибкая и жестко-гибкая печатная плата для электрооборудования. Руководство по проектированию.                   |
| MIL         | MIL-C-28809    | Сборки сменной карты, жесткие, гибкие и жестко-гибкие                                                           |
| MIL         | MIL-P-50884C   | Печатная плата, гибкая и жестко-гибкая                                                                          |
| JPCA        | JPCA-DG03      | Руководство по эксплуатации для односторонних и двусторонних гибких печатных плат                               |
| JPCA        | JPCA-FC 01     | Односторонние гибкие печатные платы                                                                             |
| JPCA        | JPCA-FC 02     | Двухсторонние гибкие печатные платы                                                                             |
| JPCA        | JPCA-FC 03     | Критерии визуальных дефектов для гибких печатных плат                                                           |
| JIS         | JIS-C 5016     | Тестовые методы для гибких печатных плат                                                                        |
| JIS         | JIS-С 5017     | Гибкие печатные проводящие платы, односторонние и двухсторонние                                                 |
| JIS         | JIS-С 6472     | Омедненные слоистые материалы для гибких печатных плат                                                          |
| IEC         | IEC 326-7      | Спецификация для одно и двухсторонних гибких печатных плат без соединений через отверстия                       |
| IEC         | IEC 326-8      | Спецификация для одно и двухсторонних гибких печатных плат с соединениями через отверстия                       |
| IEC         | IEC 326-9      | Спецификация для многослойных гибких печатных плат с соединениями через отверстия                               |
| IEC         | IEC 326-10     | Спецификация для гибких и жестких двухсторонних печатных плат с соединениями через отверстия                    |
| IEC         | IEC 326-11     | Спецификация для гибких и жестких многослойных печатных плат с соединениями через отверстия                     |
| IPC         | IPC-FC-231C    | Гибкие нефольгированные диэлектрики для использования в производстве гибких печатных плат                       |
| IPC         | IPC-FC-234     | Рекомендации по монтажу клеев, чувствительных к давлению, для односторонних и двусторонних гибких печатных плат |
| IPC         | IPC-FC-241C    | Гибкие фольгированные диэлектрики для использования в производстве гибких печатных плат                         |
| IPC         | IPC-4202       | Требования к гибким диэлектрическим основаниям для производства гибких печатных плат                            |
| IPC         | IPC-4203       | Диэлектрические клейкие пленки, используемые для покрытия гибких печатных плат                                  |
| IPC         | IPC-4204       | Гибкие фольгированные диэлектрические материалы, для производства гибких печатных плат                          |
| IPC         | IPC-RF-245     | Спецификация характеристик для жестко-гибких многослойных печатных лат                                          |
| IPC         | IPC-D-249      | Стандарты разработки для гибких одно и двухсторонних гибких печатных плат                                       |
| IPC         | IPC-FC-250A    | Спецификации для одно и двухсторонних гибких печатных плат                                                      |
| IPC         | IPC-FA-251     | Руководство по монтажу для односторонних и двухсторонних гибких печатных плат                                   |
| IPC         | IPC-2223       | Проектирование гибких печатных плат                                                                             |
| IPC         | IPC-6013       | Квалификация и подготовка технического задания для гибких печатных плат                                         |
| IPC         | IPC-6202       | Руководство по эксплуатации для односторонних и двусторонних гибких печатных плат                               |

| Шифр              | Наименование                                                          |
| ----------------- | --------------------------------------------------------------------- |
| ГОСТ 23751—86     | Платы печатные. Основные параметры конструкции                        |
| ГОСТ 23752—79     | Платы печатные. Общие технические условия                             |
| ГОСТ Р 53429—2009 | Платы печатные. Основные параметры конструкции                        |
| ГОСТ Р 53432—2009 | Платы печатные. Общие технические требования к производству           |
| ГОСТ Р 55490—2013 | Платы печатные. Общие технические требования к изготовлению и приемке |
| ГОСТ Р 55491—2013 | Платы печатные. Правила восстановления и ремонта                      |
| ГОСТ Р 55744—2013 | Платы печатные. Методы испытаний физических параметров                |
| ГОСТ Р 56251—2014 | Платы печатные. Классификация дефектов                                |

### Книги
- Технологии в производстве электроники. Часть III. Гибкие печатные платы / под ред. А. М. Медведева и Г. В. Мылова. — М.,: Группа ИДТ, 2008. — 488 с. — ISBN 978-5-94833-078-5.

- Е. В. Пирогова. Проектирование и технология печатных плат. — М.,: Форум, 2005. — 560 с. — ISBN 5-8199-0138-Х.
- Медведев А. Печатные платы. Конструкции и материалы.. — М.: Техносфера, 2005. — 304 с. — ISBN 5-94836-026-1.
- Медведев А. Технология производства печатных плат. — М.: Техносфера, 2005. — 360 с. — ISBN 5-94836-052-0.

### Статьи
- Акулин А. Проектирование гибко-жестких печатных плат. Материалы, конструкции и особенности проектирования. // Технологии в электронной промышленности : журнал. — 2007. — № 8. — С. 18—20. Архивировано 8 ноября 2012 года.
- Из истории технологии печатных плат // Электроника. Наука. Технология. Бизнес : журнал. — 2004. — № 5. — С. 38, 39. — ISSN 1992-4178.
- Мокеев, М. Н., Лапин  М. С. Технологические процессы и системы производства тканых монтажных плат и шлейфов. — Л.,: Ленинградский дом научно-технической пропаганды, 1988. — 21 с.
- Володарский О. Мне идет этот компьютер? Электроника, вплетенная в ткань, становится модной // Электроника. Наука. Технология. Бизнес. : журнал. — 2003. — № 8. — С. 74—76. — ISSN 1992-4178.
- Гаврюшин Н. Н. Методы изготовления гибких печатных плат и кабелей // Зарубежная электроника : журнал. — 1985. — № 5. — С. 51—63.
- Владимир Уразаев. Печатные платы — линии развития.